# 原角鹿
原角鹿（Protoceras）是已滅絕的北美洲哺乳動物。
原角鹿長1米，外型像鹿。雄性原角鹿頭上有三對奇怪及圓鈍的角，可能像長頸鹿般由皮膚覆蓋。原角鹿是兩性異形的，雌性只有一對角在頭顱骨後方，且比雄性的短小。牠們可能以角來作為性顯示及吸引異性，或嚇走敵人之用。由於角的分佈位置，雄性一般會以側面示人，而非正面。原角鹿是最早及原始的原角鹿科之一，因為牠們仍有上門齒及四趾。